# Loreo
Loreo är en ort och kommun i provinsen Rovigo i regionen Veneto i Italien. Kommunen hade 3 458 invånare (2018).